# Mirnoe, Anenii Noi
Mirnoe este o localitate în comuna Ciobanovca, raionul Anenii Noi, Republica Moldova.

## Demografie
Structură etnică
     moldoveni (40,98%)
     ucraineni (34,63%)
     ruși (22,44%)
     găgăuzi (0%)
     bulgari (0,98%)
     români (0%)
     evrei (0%)
     polonezi (0%)
     țigani (0%)
     alte etnii / nedeclarată (0,97%)
Conform datelor recensământului din 2004, populația localității este de 205 locuitori, dintre care 103 (50,24%) bărbați și 102 (49,76%) femei. Structura etnică a populației în cadrul localității arată astfel:
- moldoveni — 84;
- ucraineni — 71;
- ruși — 46;
- bulgari — 2;
- altele / nedeclarată — 2.